# 二日町プラザ
二日町プラザ（ふつかまちプラザ）は、山形県上山市にある多世代交流拠点施設。

## 概要
かつて存在したショッピングプラザ・カミンの建物1階と2階を、上山市と第三セクター、山形銀行が約6億2,000万円をかけて改装し、2018年5月12日にリニューアルオープンした。
1階には前身であるカミン時代からあった山形銀行上山支店がそのまま営業を継続し、別の場所に存在した上山市総合子どもセンター「めんごりあ」が移転。2階には中高生向け学習スペース「ふりーらん」や高齢者サロン「まじゃれ」が設けられた、3階と4階はカミン運営時同様立体駐車場となっており、5階にはカミン運営時から存在する上山市立図書館がある。

## 令和2年7月豪雨による影響
2020年7月、令和2年7月豪雨により山形県は記録的な大雨が降り、周辺を流れる川や排水路からあふれた水が施設内に流入。最大で高さ25cmほどまで浸水した。1階にある「めんごりあ」は修復工事のため長期間にわたり休業した。これを受け2020年9月、二日町プラザの2階に代替施設「プチめんごりあ」を開設した。2020年10月15日、約2000万円の復旧費用をかけ、めんごりあの営業を再開した。

## フロアマップ
| 5F                           |
| ---------------------------- |
| 上山市立図書館               |
| 4F                           |
| 駐車場                       |
| 3F                           |
| 駐車場                       |
| 2F                           |
| ふりーらん、まじゃれ         |
| 1F                           |
| 山形銀行上山支店、めんごりあ |

## ショッピングプラザカミン
前述のとおり、二日町プラザの建物の前身はショッピングプラザ・カミンであった。カミンは1996年に開業。かつてカミン内にも存在し、経営破綻したスーパーマーケットのみつますを引き継いで2003年から営業開始した「生鮮館ウエル」（2016年3月末閉店）などのテナントが入っていたが撤退が相次ぎ、2016年4月26日に自己破産を申請。20年の歴史に幕を閉じた。